# خوستاف لئونهارت

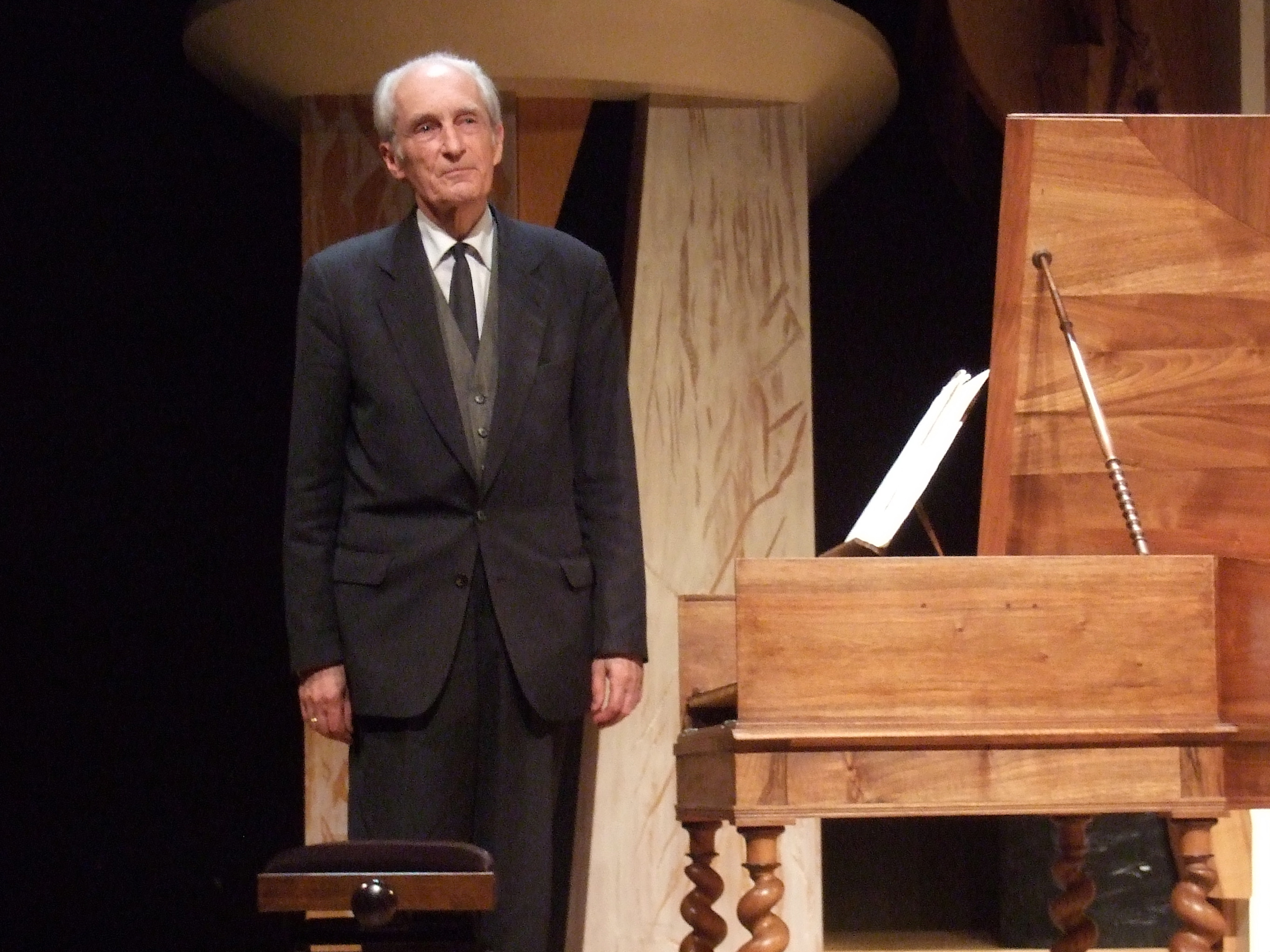
خوستاف لئونهارت در پاریس، ۲۰۰۸

خوستاف لئونهارت (به انگلیسی: Gustav Leonhardt) (زادهٔ ۳۰ مهٔ ۱۹۲۸ – درگذشتهٔ ۱۶ ژانویهٔ ۲۰۱۲) نوازندهٔ مشهور کیبورد، رهبر ارکستر، موسیقی‌شناس، معلم موسیقی و ویراستار اهل هلند بود. او چهره‌ای پیشرو در جنبش اجرای موسیقی در دورهٔ آلات موسیقی بود. لئونهارت آلات موسیقی زیادی از جمله هارپسیکورد، ارگ، کلاوی‌اُرگ (ترکیبی از هارپسیکورد و ارگ)، کلاویکورد، و پیانوی کلاسیک را به‌طور حرفه‌ای می‌نواخت. همچنین ارکستر و گروه‌های کُر را رهبری می‌کرد.